# جورج كلينتون
جورج كلينتون (بالإنجليزية: George Clinton) سياسي، وقائد عسكري أمريكي (26 يوليو 1739-20 أبريل 1812) عمل نائباً لرئيس الولايات المتحدة الأمريكية بين عامي (1805-1812). يُعتبر من مؤسسي الولايات المتحدة. في عام 1777 أصبح أول حاكم لولاية نيويورك (أثناء حرب الاستقلال الأمريكية)، وبقي في هذا المنصب حتى عام 1795. ثم عاد لنفس المنصب بين عامي (1801-1804). يُعد كلينتون من أبرز الجمهوريين-الديمقراطيين، وشغل منصب النائب الرابع لرئيس الولايات المتحدة من عام 1805 حتى وفاته في عام 1812. شغل منصب حاكم ولاية نيويورك من عام 1777 إلى عام 1795 ومن عام 1801 إلى عام 1804.
عمل بعد ذلك نائباً لرئيس الولايات المتحدة الأمريكية بين عامي (1805-1812) لفترتين، الأولى بين عامي (1805-1809) وعمل فيها نائباً للرئيس توماس جفرسون، والثانية من عام 1809 حتى وفاته عام 1812 وعمل فيها نائباً للرئيس جيمس ماديسون. ولم يصبح سياسي أمريكي نائباً لرئيسين غيره هو وجون كالهون.
خدم كلينتون في الحرب الفرنسية والهندية ورُفع إلى رتبة ملازم في الميليشيا الاستعمارية. بدأ المُحاماة بعد الحرب وشغل منصب محامٍ في مدينة نيويورك. أصبح حاكمًا لولاية نيويورك في عام 1777 وظل في هذا المنصب حتى عام 1795. أيد كلينتون قضية الاستقلال خلال الحرب الثورية الأمريكية وخدم في الجيش القاري على الرغم من منصبه كحاكم للولاية. كان كلينتون من المعارضين الرئيسيين لدخول فيرمونت إلى الاتحاد أثناء وبعد الحرب بسبب الخلافات حول دعاوي الأراضي.
أصبح كلينتون من المناهضين البارزين للفدرالية ودعا إلى إضافة وثيقة حقوق الولايات المتحدة، وذلك على الرغم من معارضته للتصديق على دستور الولايات المتحدة. ظهر كزعيم للحزب الديمقراطي الجمهوري الأول في أوائل تسعينيات القرن التاسع عشر، وشغل منصب مرشح الحزب لمنصب نائب الرئيس في الانتخابات الرئاسية في عام 1792. حصل كلينتون على ثالث أكبر عدد من الأصوات في الانتخابات، إذ فاز كل من الرئيس جورج واشنطن ونائب الرئيس جون آدمز في الانتخابات. لم يطلب كلينتون إعادة انتخابه في عام 1795، ولكنه شغل منصب الحاكم مرة أخرى من عام 1801 إلى عام 1804. كان أطول حاكم مسجّل خدم في تاريخ الولايات المتحدة حتى تجاوز تيري برانستاد سجله في عام 2015.
ترشح كلينتون مرة أخرى لمنصب نائب الرئيس للحزب الديمقراطي الجمهوري في انتخابات عام 1804، فأقال الرئيس توماس جيفرسون آرون بور من قائمة مرشحي الحزب. طلب كلينتون ترشيح حزبه للرئاسة في انتخابات عام 1808، لكن لجنة ترشيح الكونغرس للحزب رشحت جيمس ماديسون بدلاً منه. أعيد انتخاب كلينتون كنائب للرئيس على الرغم من معارضته لماديسون. توفي كلينتون في عام 1812 تاركًا منصب نائب الرئيس شاغرًا لأول مرة في تاريخ الولايات المتحدة. واصل ديويت كلينتون ابن أخ جورج كلينتون سلالة كلينتون السياسية في نيويورك بعد وفاة عمه.

## السيرة السياسية
أثار المسح الاستطلاعي الذي أجراه والده لحدود نيويورك إعجاب حاكم المقاطعة (المسمى أيضًا جورج كلينتون والقريب البعيد له) لدرجة أنه عرض عليه منصب عمدة مدينة نيويورك والمقاطعة المحيطة بها في عام 1748. رفض كلينتون الأكبر هذا الشرف، وعين الحاكم جورج خليفة لكاتب محكمة مقاطعة أولستر للنداءات العامة، وهو المنصب الذي سيتخذه في عام 1759 ويتولاه لمدة 52 عامًا.
درس القانون في مدينة نيويورك بعد الحرب على يد المحامي ويليام سميث. عاد إلى المنزل (والذي كان في ذلك الوقت جزءًا من مقاطعة أولستر) وبدأ المحاماة في عام 1764. أصبح محاميًا في المقاطعة في العام التالي. كان عضوًا في الجمعية العامة في نيويورك لمقاطعة أولستر من عام 1768 إلى عام 1776 متحالفًا مع فصيل ليفينغستون المناهض لبريطانيا. كان شقيقه جيمس عضوًا في المؤتمر الإقليمي الذي انعقد في مدينة نيويورك في 20 أبريل في عام 1775.

### الحرب الثورية
قرر الكونغرس القاري بعد شهر من أول نزاع مسلح مفتوح في ليكسينغتون في 25 مايو في عام 1775 بناء الحصينات في مرتفعات هدسون من أجل الحماية والحفاظ على السيطرة على نهر هدسون. أُرسل جيمس كلينتون وكريستوفر تابان المقيمين القدماء في المنطقة لاستكشاف المواقع المناسبة.

### حاكم الحرب
عيَّن الكونغرس الإقليمي لنيويورك جورج كلينتون بمنصب عميد في الميليشيا المكلفة بالدفاع عن مرتفعات نهر هدسون من الهجوم البريطاني في ديسمبر من عام 1775. بنى اثنين من الحصون وامتدت سلسلة عملاقة عبر النهر لمنع القوات البريطانية في مدينة نيويورك من الإبحار شمالًا تحقيقا لهذه الغاية.
كان مندوبًا عن المؤتمر القاري في عام 1776، ولكنه كان غائبًا عنه بسبب التزامه بواجبات أخرى في وقت توقيع إعلان الاستقلال.
كُلِّف برتبة عميد في الجيش القاري في 25 مارس في عام 1777. انتُخب في الوقت نفسه في يونيو في عام 1777 حاكمًا ونائبًا لحاكم ولاية نيويورك. استقال رسميًا من مكتب نائب الحاكم وأدى اليمين بصفته حاكمًا في 30 يوليو. أُعيد انتخابه خمس مرات وظل في منصبه حتى يونيو في عام 1795. احتفظ بمهامه في الجيش القاري والقوات المكلفة في فورت كلينتون وفورت مونتغمري في 6 أكتوبر في عام 1777 على الرغم من انتخابه حاكمًا للولاية، وبقي في الجيش القاري حتى حُلَّ في 3 نوفمبر في عام 1783.
عُرف كلينتون بكراهيته للمحافظين واعتمد الاستيلاء على عقاراتهم وبيعها للمساعدة في خفض الضرائب. كان مؤيدًا وصديقًا لجورج واشنطن، وزوَّد القوات في فالي فورج بالطعام، ودخل مع واشنطن إلى أول خطاب افتتاحي وقدم حفل عشاء مميز. تفاوض كلينتون وواشنطن مع الجنرال السير جاي كارلتون في عام 1783 في دوبس فيري لإجلاء القوات البريطانية من مواقعها المتبقية في الولايات المتحدة. أصبح كلينتون عضوًا أصليًا في جمعية نيويورك في مدينة سنسيناتي في نفس العام وشغل منصب رئيس الجمعية من عام 1794 إلى عام 1795.

### نائبًا للرئيس
اُختير كلينتون كنائب للرئيس جيفرسون في الانتخابات الرئاسية في عام 1804 ليحل محل آرون بور. تخلى نائب الرئيس بور عن منصبه في وقت مبكر من فترة ولايته، وكثيراً ما تشاور الرئيس جيفرسون مع كلينتون بدلاً من بور بشأن تعيينات نيويورك. اُختير كلينتون ليحل محل بور في عام 1804 بسبب خدمته العامة الطويلة وشعبيته في ولاية نيويورك ذات الأهمية الانتخابية.
شغل منصب النائب الرابع لرئيس الولايات المتحدة، أولاً في عهد جيفرسون من عام 1905 إلى عام 1809 ثم في عهد الرئيس ماديسون من عام 1809 حتى وفاته بسبب نوبة قلبية في عام 1812. تجاهل جيفرسون إلى حد كبير كلينتون سعيًا لتجنب تعزيز مكانته كنائب للرئيس. لم يكن على دراية بقواعد مجلس شيوخ الولايات المتحدة، واعتبره العديد من أعضاء مجلس الشيوخ أنه رئيس غير فعّال.
حاول كلينتون تحدي ماديسون للرئاسة في انتخابات في عام 1808، ولكن ماديسون تغلب عليه بسبب مؤيديه عندما اختارته لجنة ترشيح الكونغرس كمرشح لمنصب نائب الرئيس. وُضع كلينتون بسبب أنصاره في المقدمة كمرشح رئاسي، وهاجموا السياسة الخارجية لإدارة جيفرسون. وضع الحزب الفيدرالي تأييد ترشيح كلينتون بعين الاعتبار، لكنه اختار في نهاية المطاف إعادة ترشيح عضوي الحزب لعام 1804 تشارلز كوتسوورث بينكني وروفوس كينج. حصل كلينتون على ستة أصوات انتخابية للرئيس وعزز ماديسون الدعم داخل الحزب. حصل كلينتون على أصوات نائب الرئيس لمعظم الناخبين الديمقراطيين والجمهوريين الذين لم يرغبوا في وضع سابقة في تحدي اختيار المؤتمر الحزبي للترشيح الخاص بالكونغرس على الرغم من خوض كلينتون للانتخابات بفعالية ضد ماديسون.
عارض كلينتون وأنصاره إدارة ماديسون بعد انتخابات عام 1808، وساعد كلينتون في عرقلة تعيين ألبرت غالاتين وزيرًا للخارجية. طرح تصويتًا مهمًا على التعادل والذي حال دون إعادة شحن البنك الأول للولايات المتحدة. كان كلينتون أول نائب للرئيس يموت في منصبه وكذلك أول نائب للرئيس يموت بشكل عام.

## انظر ايضا
بيل كلينتون

## روابط خارجية
- جورج كلينتون على موقع الموسوعة البريطانية (الإنجليزية)
- جورج كلينتون على موقع إن إن دي بي (الإنجليزية)